# Екранна пам’ять
Екранна пам'ять — певний тип пам'яті дитинства, який описав Зигмунд Фрейд. Дана категорія мала на меті прояснити механізми забування, які досліджувалися, зокрема, в інших контекстах, наприклад, у його роботі «Про психопатологію повсякденного життя», і представляли спосіб переживання несвідомого. Фрейд розрізняв, здавалося б, байдужі та нерелевантні спогади дитинства та ті, які він описав як вражаючі, важливі та сповнені емоцій. Однак ці останні, суттєві враження перекриваються першими, менш значущими. Можна також сказати, що важливі спогади затьмарюються менш важливими. За Фрейдом, цей процес можна простежити до опору свідомому відтворенню вмісту пам'яті. Зазвичай це призводить до помилок пам'яті.

## Припущення
У 1895 році Фрейд вперше сформулював, що зміст пам'яті піддається систематичним змінам, які особливо помітні при неврозах. Щоб пояснити неврози, він зробив два припущення:
1. Психосексуальний розвиток починається під час смоктання грудей матері.
2. Кожен невроз заснований на афективній або сексуально відтіненій сцені спокушання, сексуальному насильстві в дитинстві або нарцистичній травмі. Травматичні події[5] всіх видів супроводжуються придушенням асоційованих афектів. Якщо травма виникає на дуже специфічному етапі розвитку, відбувається фіксація. При оральній фіксації виникають залежності та депресія, при анальній фіксації виникають компульсії, а при фалічній фіксації виникає істерія.

## Два види пам'яті
Ойген Древерманн (* 1940) описує два типи залученої пам'яті — ту, яка її охоплює, і ту, що охоплює її — подібно до двох сімейних ідентичностей у психологічній концепції сімейного роману. Розрізнення між двома спогадами базується на визначенні одночасності Серена К'єркегора. Під поняттям одночасності, за Древерманом, К'єркегор, у дусі романтичної герменевтики, не мав на увазі історично реальної реальності в сенсі історизму, а отже, звичайно, також не мав на увазі точних історичних деталей. Радше він був стурбований поточним духовним, дуже індивідуальним і особистим зв'язком з минулими подіями. За К'єркегором, це розрізняє зовнішню (історичну) і внутрішню (психічну, несвідому, фантазійну тощо) реальність. Подібним чином такі реалії також концептуально розділені конструктивізмом. Альфред Лоренцер (1922—2002) також писав: a. Розглядаючи питання патолінгвістики, він встановлював подібні зв'язки, які виходили з двох різних етапів життя і отримували взаємовиключні оцінки. Він назвав цей процес сценічним розумінням. Розкриваючи репресовану оригінальну сцену, йому вдалося зробити зрозумілими стереотипні порушення поведінкових очікувань (повсякденні сцени) і таким чином реконструювати їх причини. Оригінальні сцени раннього дитинства, які здебільшого були в минулому, і помітні повсякденні сцени, які були теперішніми, він назвав аналогічними сценами. Тому завдання психоаналізу полягає в тому, щоб розкрити внутрішні реальності та зробити їх зрозумілими.

## Формування

### Психодінаміка
Щодо психодинаміки прихованих спогадів, розвиток недостатньо оброблених внутрішніх вражень Фрейд пов'язує з теорією травми. Фрейд розрізняє позитивні та негативні явища. Позитивні та негативні приховані спогади стоять у протилежному відношенні до відповідного пригніченого змісту. Для обох характерна фіксація на травмі, але вони мають протилежну тенденцію, оскільки один із них повторює травматичну ситуацію, а інший намагається її уникнути.

#### Позитивні нагадування
Позитивні приховані спогади характеризуються аналогічними стосунками з іншими людьми, див. концепцію аналогічних сцен (у гл. Два типи пам'яті). У них знову відроджується первісний конфлікт. Вони виражаються в примусі до повторення. Існує контрфобічна позиція. Без відповідного аналізу ці примуси визначають, здавалося б, незмінні риси характеру постраждалої людини. Наприклад, у чоловіка травматично пережитий і, отже, забутий, надмірний ранній зв'язок з матір'ю може призвести до того, що він пізніше в житті шукатиме жінок, від яких він може стати залежним, і від яких він дозволить себе годувати та підтримувати.

#### Негативні спогади
Негативні прикриття спогадів характеризуються уникненням. Вони представляють себе як стримування, які можуть перерости у фобії. Їх слід розуміти як захисні реакції.

### Тимчасові відносини
Спогади екрану зазвичай тимчасово пов'язані зі стадіями розвитку дитини у віці від 2 до 4 років. Вік Що стосується часу появи перших спогадів дитинства, то існують великі індивідуальні відмінності у відповідних дослідженнях, які вперше були проведені Віктором і Кетрін Анрі. Залежно від датування несвідомих вражень через аналіз, Фрейд виділив відмінності в часовій системі відліку.

#### Попередня та ретроградна пам'ять екрану
Прихований і тому несвідомий досвід може лежати в самому ранньому дитинстві, а також у підлітковому та дорослому віці. Фрейд говорив про регресивну або ретроградну приховану пам'ять, коли прихований і тому несвідомий досвід у підлітковому та дорослому віці може бути підтверджений, а свідома пам'ять датується часом раннього дитинства. Підтвердження здійснюється шляхом цілеспрямованого аналітичного опитування пов'язаного змісту думки. Навпаки, і, ймовірно, набагато частіше, згідно з поглядом Фрейда, прихований і тому несвідомий досвід знаходиться в самому ранньому дитинстві, тоді як свідома пам'ять виникає пізніше. Якщо раннє дитинство ігнорується з боку обох типів пам'яті, а свідома пам'ять відкладається до підліткового або дорослого віку, то, згідно з Фрейдом, існує випереджаюча або розширена прихована пам'ять. Якщо повторне датування несвідомого первісного враження відбувалося в самому ранньому дитинстві, Фрейд називав це початковим або одночасним покривним спогадом.
Фрейд узагальнив ці різні форми під терміном охоплююча пам'ять, оскільки вони базуються на спільному механізмі витіснення, а саме у формі витіснення.

### Диференціація від парамнезій
Збої в пам'яті та спотворення пам'яті відбуваються або у формі парамнезії (хибної пам'яті), простого забування імен або прихованої пам'яті. Приховані спогади пов'язані як з нормальною амнезією (втратою пам'яті) в дитинстві з регресією первинних процесів, так і з патологічними розвитками у сенсі неврозу. Тому Фрейд вважає період дитинства істотним для розвитку неврозів. Розрізнення та демаркація можливе через репресивний механізм витіснення, який є досить специфічним для спогадів. У випадку прихованої пам'яті обстежувані спочатку повідомляють про особливо інтенсивну інфантильну пам'ять щодо відносно неважливої, непроблемної події в ранньому дитинстві. Проте аналіз підтверджує, що ця пам'ять пов'язана з прихованими емоційними (сексуальними) переживаннями або фантазіями, які можуть виникнути в будь-який час протягом психосексуального розвитку. Вони пригнічуються режимом пам'яті колоди. Первісно образлива подія забута, бо була репресована. Прихована пам'ять представляє тут компроміс, збентеження продовжується і знову входить у свідомість у прихованій пам'яті, яка часто надзвичайно чітка, але змінена, знешкоджена або відкладена. Асоціацію, через яку пов'язані два переживання, слід досліджувати психоаналітично. Коли імена забуваються, особа, на яку це впливає, розпізнає замінники імен як неправильні, а коли вони згадують імена, обстежувана особа дивується, що вони навіть мають таку чітку пам'ять.

## Психоекономіка
Сам досліджуваний, що запам'ятовує, не надає великого значення пам'яті екрану, хоча він нібито дуже чітко пам'ятає окремі елементи своїх вражень. Однак, з точки зору аналітика, ця низька важливість є вираженням психоекономічних процесів, метою яких є утримання психологічної напруги всієї системи якомога нижче. Таким чином, репресія мала відбутися в той час, коли неможливо було досягти вирішення відповідного значущого враження та досвіду з підвищеним потенціалом напруги психічної енергії. Однак аналіз може допомогти вирішити такі блокування.

## Відгуки
Фрейд уже вказував на паралелі між спогадами дитинства та формуванням міфів. Цей паралелізм виникає з основного психогенетичного закону. Ойген Древерманн розглянув цей аспект і зробив з нього висновки для тлумачення міфів, оскільки він розглядає їх як спогади про універсальну людську історію. Через психологічні мотиви у створенні міфів їх слід відрізняти від суто фактичних історичних фактів, так само як приховані спогади слід відрізняти від суто життєво-історичних чи суто біографічних фактів. Древерманн підкреслює синхронне злиття різних елементів пам'яті, яке відбувається в екранній пам'яті. Концепція акаузальної синхронності, введена Карлом Густавом Юнгом, або концепція одночасності, яка використовується у філософії.

## Веб-посилання
- Онлайн енциклопедія психології